# Florence Van de Walle
Florence Van de Walle, dite Florence Baruteau après son mariage, née Florentia Vandewalle le 28 octobre 1838 à Berchem en Belgique et morte le 30 novembre 1908 à Nanterre, est une journalière belge travaillant à Paris, participante de la Commune de Paris en 1871, qui aurait contribué à incendier le château des Tuileries.

## Biographie
Florentia Vandewalle naît en 1838 à Berchem, près d'Audenarde en Belgique. Elle est la fille du journalier Fredericus Vandewalle et de son épouse Maria Sabina Devenyn.
Elle est encore jeune quand elle quitte la Belgique, et réside jusqu'à 17 ans à Angers, en Maine-et-Loire. Elle vit ensuite à Paris, où elle se marie en 1867 avec un journalier nommé Pierre Baruteau ; ils habitent alors 17 rue Saint-Jacques dans le 5e arrondissement.

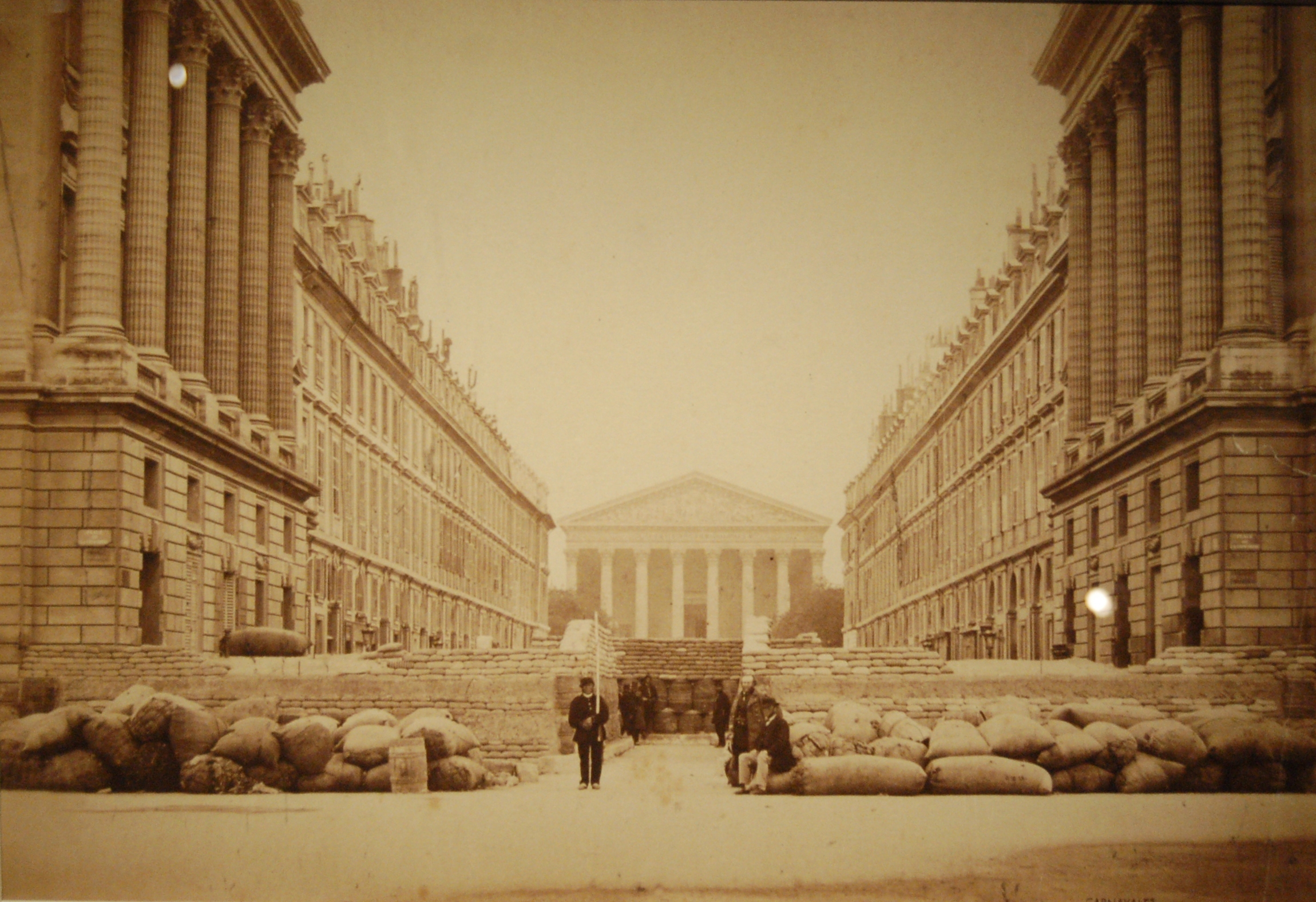
La barricade de la rue Royale, où elle est ambulancière.

Florence Van de Walle participe activement à la Commune de Paris en 1871. En qualité d'ambulancière, elle est rattachée au 107e bataillon fédéré commandé par Antoine Brunel,. Elle est présente le 22 mai aux barricades de la rue Royale et de la rue Saint-Honoré, dans le 8e arrondissement. Elle est blessée deux fois le lendemain 23 mai.
Le 24 mai, elle se vante d'avoir mis le feu aux Tuileries, elle crie : « Je viens de foutre le feu aux Tuileries, il peut nous venir un roi maintenant, il trouvera son château en cendres, sans compter tout ce qui brûlera d'ici ce soir ! ». Elle affirme s'être échappée des Tuileries en brisant des grilles, et avoir été blessée en-dessous du sein par un éclat d'obus. 
Elle niera plus tard avoir participé à l'incendie. Selon Édith Thomas, elle est avec Anne-Marie Ménand une des deux seules qui ont peut-être participé à l'incendie. Des témoins affirment l'avoir vue avec un fusil et un sabre, et qu'elle portait le fusil en bandoulière. Elle est réputée pour son tempérament politique exalté.
Arrêtée le 27 mai, elle est emmenée à Satory. Elle comparaît l'année suivante devant le 4e conseil de guerre, qui la considère comme une « pétroleuse », la déclare coupable et la condamne le 16 avril 1872 aux travaux forcés à perpétuité.
La loi d'amnistie de 1879 ne lui bénéficie pas, mais le médecin de la prison d'Auberive en Haute-Marne écrit sur elle un rapport favorable, et le 15 novembre 1879 sa peine est réduite à quinze ans.
Florence Vandewalle meurt veuve en 1908 à Nanterre, au 75 avenue de la République.